# シーンズ〜憧景〜
『シーンズ〜憧景〜』（原題：Scenes）は、アメリカ合衆国のギタリスト、マーティ・フリードマンが1992年に発表した2作目のスタジオ・アルバム。メガデス加入後に発表された初のソロ・アルバムで、前作『ドラゴンズ・キス』（1988年）と同じくシュラプネル・レコーズからリリースされた。

## 解説
レコーディングの一部は喜多郎のスタジオで行われ、喜多郎が8曲中4曲をプロデュースした。主にギターとキーボードの演奏による作品だが、一部の曲ではメガデスでの盟友ニック・メンザがドラムスを演奏した。フリードマン自身は本作の音楽性について「内的平穏を得られる音」「ロックを思い起こさせる部分はほとんどない」と説明している。
「レルム・オヴ・ザ・センシズ」のタイトルは、フリードマンがハワイ州在住時に観た日本映画『愛のコリーダ』の英題を元にしており、音楽的には演歌的な旋律が取り入れられている。

## 収録曲
全曲ともマーティ・フリードマン作曲・編曲。
1. チベット "Tibet" – 2:35
2. エンジェル "Angel" – 3:39
3. ヴァリー・オヴ・イターニティ "Valley of Eternity" – 8:15
4. ナイト "Night" – 6:39
5. レルム・オヴ・ザ・センシズ "Realm of the Senses" – 5:32
6. ウエスト "West" – 5:44
7. トランス "Trance" – 1:56
8. トライアンフ "Triumph" – 5:42

## 参加ミュージシャン
- マーティ・フリードマン - ギター
- ブライアン・ベックヴァー - キーボード、パーカッション
- ニック・メンザ - ドラムス